# ليام كيلي
ليام كيلي (بالإنجليزية: Liam Kelly)‏ (10 فبراير 1990 ميلتون كينز المملكة المتحدة - ) هو لاعب كرة قدم بريطاني يلعب كلاعب وسط.

## مسيرته الكروية
لعب ليام كيلي خلال مسيرته الاحترافية مع 5 أندية في اثنا عشر موسمًا وسجل خلالها 27 هدفًا ضمن 310 مباراة. ولم يفز بأي موسم بالكأس أو بالدوري.
خاض ليام كيلي مسيرته مع نادي كيلمارنوك في موسم 2009–10 ليلعب معه أربعة مواسم، مشاركًا في 100 مباراة سجل خلالها 15 هدفًا. ثم انتقل إلى نادي بريستول سيتي في موسم 2012–13 ولمدة موسمين، حيث شارك في 21 مباراة ولم يسجل أي هدف. لينتقل بعدها إلى نادي أولدهام أثلتيك في موسم 2014–15 ولمدة موسمين، مشاركًا في 78 مباراة سجل خلالها 7 أهداف. ثم انتقل إلى نادي ليتون أورينت في موسم 2016–17 لمدة موسم واحد، مشاركًا في 21 مباراة سجل خلالها 4 أهداف. هذا وانتقل لاحقًا إلى نادي كوفنتري سيتي في موسم 2017–18 واستمر معه طيلة ثلاثة مواسم، مشاركًا في 90 مباراة سجل خلالها هدفًا واحدًا.

## روابط خارجية
- ليام كيلي على موقع الاتحاد الإسكتلندي (الإنجليزية)
- ليام كيلي على موقع قاعدة بيانات كرة القدم.إي يو (الإنجليزية)
- ليام كيلي على موقع ناشيونال فوتبول تيمز (الإنجليزية)
- ليام كيلي على موقع Soccerbase.com (لاعب) (الإنجليزية)
- ليام كيلي على موقع Soccerway.com (الإنجليزية)
- ليام كيلي على موقع عالم كرة القدم.نت (الإنجليزية)